# 龙多山
龙多山是一座位于重庆市合川区、潼南区、四川省武胜县交界地区的山，距合川区城区55千米、潼南区城区30千米，其主峰位于重庆市合川区龙凤镇境内，海拔619.7米，相对高度242米，是四川盆地内最高的山，也是潼南区的最高处，因其山势挺拔峻秀，峰峦起伏，逶迤飞腾，宛若龙蟠，故名龙多山，又名龙头山。

## 自然环境

### 区域地理
龙多山地区位于东经105°30′至105°59′、北纬30°10′至30°14′之间，地处涪江、嘉陵江的分水岭地带，属平缓丘陵地貌，主峰海拔619.7米，另有海拔500米以上的山峰10余座，山形奇异。山体总体呈方山，顶部平坦，四周为峭壁，悬崖高度在5至15米之间，山体位于龙凤场向斜轴部东崖略偏南东翼，由上侏罗统或下白堊統蓬莱镇组砂岩夹泥岩组成，岩层平缓，其中主要有两组的裂隙，均为高角度裂隙，呈“X”形分布。而山下多是浅丘和平坝，海拔在350至400米之间，属台地地貌。

### 气象气候
龙多山地区属于亚热带季风性湿润气候，春季早、夏季长、秋季短、冬季迟，四季分明，热量丰富，无霜期长，降水丰富且冰雪少，地区风力小，湿度大，日照少、云雾多，山上年均气温约16摄氏度。

### 自然资源
龙多山地区水资源丰富，有10余处常年不断的泉水，其中灵山寺的泉水曾记载大旱不竭，泉水自侏罗纪砂岩中涌出，无色透明，味甘；动物资源丰富，有野鸡、鹰、白鹿、布谷、杜鹃、啄木鸟、燕、山雀、画眉、翠鸟、斑鸠、秧鸡、松鼠、果子狸、黄鼬等生存；植被则以针叶林和长叶阔叶林为主，有竹林、果林、灌木、草地、湿地等多种类型。

## 景观旅游
龙多山是川中地区风景游览地，有龙多山风景名胜区，2009年被列入“重庆市十大乡村旅游项目”之一，山上主要有巴蜀分界石、龙佛寺、上清宫等遗址景点，有龙多山摩崖石刻；有静老崖、飞仙泉、飞仙洞、飞仙石、灵隐崖、仙台、癞蛤蟆石等“一个故事一个景点”；亦有鹫台献瑞、飞仙流泉、怪石衔松、晴岩绕翠、黄龙吐雾、城旧迹、横江白练、群峰耸翠等自然景观。此外潼南区在龙形镇修建了龙多山登山步道，合川区也在龙凤镇修建了龙多山旅游健身步道。

## 交通
龙多山区有重庆渝资高速、省道538、539经过，现时正在修建二郎经龙多山至太和快速干道。

## 历史文化

### 巴蜀古界争论
龙多山是巴蜀的重要界线，但有争议，一为古代称其附近有青石山，其是否存在和龙多山、青石山何者为巴蜀古界有争议，二为此“巴蜀”是巴国、蜀国还是巴郡、蜀郡：
前者中青石山关于古界的记载比龙多山早，如在《元和郡县图志》《太平寰宇记》《元丰九域志》《舆地广记》《舆地纪胜》《方舆胜览》《明一统志》《蜀中广记》等志书中都有记载，在宋元明清时期，人们认为青石山是巴蜀分界，而龙多山与之为两座山，但青石山位置不可考，在先前志书中所述的位置现时并不存在此山，而后出现的《蓬溪县续志》最早记载认为青石山即龙多山，但再后仍受质疑，现时有学者认为龙多山和青石山与古书中记载青石坝距离较吻合，因唐代孙樵作的《龙多山录》的名声远超青石山，古人将青石山原名忘却，误认为是二山，实际龙多山就是青石山，是巴蜀古界，现时也多认为龙多山是古界。
后者中现时多说其为巴国、蜀国分界线，有传是汉高帝八年（前199年）其山北有一巨石中部断裂就形成了巴国、蜀国界线，称“石裂为界”，不过亦有学者认为此应由彼时双方的军事力量决定，且两国界线争端不应遗留至汉朝解决，另《元和志》认为前述青石山是巴郡、蜀郡分界线，故有另一说法是其为巴郡、蜀郡分界线。

### 宗教民俗
龙多山历来为佛教、道教的名山。传西晋永嘉三年（309年）有广汉仙人冯盖罗在山上修道炼丹，后全家17人升仙；唐朝初期龙多山便开始修建寺庙，武则天称帝时有山僧钦敕修放生池，天宝年间石刻渐成，龙多山成为宗敏名山之一，佛教、道教在此融合，但因山上道像年代更久远，可能道教在山上历史更长；现时山上有寺庙4座、道观2座、摩崖造像76龛、石刻碑记1742座。其中石刻早至东晋，多为唐宋，有造像、石坊、碑碣等多个品类，石刻有隶、楷、行、草等多种书法。龙多山附近合川和武胜等地有每年农历三月初三爬龙头山的习俗，相传这天是观音菩萨的生日，当天有数万人从四方八面赶来朝山祈福，其余如春节等固定时期亦有众多前来烧香的游客。

### 历史建筑

#### 寺院亭台
龙多山寺院亭台颇多：
- 灵山寺：原名冯仙祠，始建于晋，现时仅遗存寺墓。
- 鹭台寺：龙多山的主庙，原名原名集圣院，由唐初永嘉禅师创建，在1962年被拆毁，现时存残柱碑碣。
- 武丑宫：始建于初唐，清乾隆年间改建并更名牛王殿，并于民国时期再次修缮，更名武丑宫，现时为民宅。
- 龙君亭：始建于南宋绍定元年（1228年），祭祀农神和冯仙像，现时仅存亭基。

另还有佛恩寺、零佛庙、龙凤寺等，现时仅存墓。

#### 古城遗址
龙多山有一个为防止农民起义军而建的古城寨，其历史可以追溯到南宋，其依山而建，全由条石筑成，有东门永镇门、西门太平门、南门瑞映门、北门迎恩门宫4道城门，易守难攻，在清代防御白莲教起义的斗争中发挥过重要作用，现时仅存城门洞。
山下还有赤水县城遗址，位于赤水场西北约500米的赤水溪畔，占地面积约1.5平方公里，其中河坎院子为古赤水县县衙遗址，现时长满了竹木。

#### 革命遗址
山上有由秦耀、秦鼎创建的龙多山武工活动据点，并于民国35年正式成立龙多山武工队，后于金子沱武装起义前改编，原活动据点于20世纪60年代因火被毁。

### 古诗文词
- 《龙多山录[註 3]》：唐广明元年（880年），因黄巢起义唐僖宗入川避难，曾游览龙多山，同游人中书舍人、散文家孙樵于期间的作品。[5]
- 《远眺》【明】刘士逵：“凫舄三年降，龙多百里程。久怀灵鹫胜，频上钓鱼城。霜堆枫叶下，秋色晚山横。北望凝目处，浮云障帝京。”[5] 刘士逵亦作《龙多山题记》和《登龙多山诗》。[21]
- 《憩龙多山题子规亭》曹学全作，七言绝句。[21]
- 《龙多山八景》福泰作。[21]
- 《龙多山》【宋】何师亮：“驾鹤今千载，栖禅定几年。烟云流洞日，楼阁倚山巅。松下婴儿长，岩前石乳圆。相逢寻二老，明月弄寒泉。”[2]
- 《游龙多山》【清】刘泰山：“一日驱驰百里程，翠微深处踏云行。烟开鹫岭飞丹阁，雾散龙山耸赤城。石乳香流泉滑滑，松风响动鸟嘤嘤。凭高不阻登临路，好待前溪月色明。”[2]

## 脚注